# Arrondissement Muret
Das Arrondissement Muret ist eine französische Verwaltungseinheit im Département Haute-Garonne in der Region Okzitanien. Verwaltungssitz (Unterpräfektur) ist Muret.
Im Arrondissement liegen sechs Wahlkreise (Kantone) und 126 Gemeinden.

## Wahlkreise
- Kanton Auterive
- Kanton Cazères (mit 43 von 91 Gemeinden)
- Kanton Escalquens (mit einer von 35 Gemeinden)
- Kanton Muret
- Kanton Plaisance-du-Touch (mit neun von zehn Gemeinden)
- Kanton Portet-sur-Garonne

## Gemeinden
Die Gemeinden des Arrondissements Muret sind:
| 1. Auragne (31024)                     | 2. Auribail (31027)                | 3. Auterive (31033)                 | 4. Bax (31047)                        |
| 5. Beaufort (31051)                    | 6. Beaumont-sur-Lèze (31052)       | 7. Bérat (31065)                    | 8. Bois-de-la-Pierre (31071)          |
| 9. Bonrepos-sur-Aussonnelle (31075)    | 10. Boussens (31084)               | 11. Bragayrac (31087)               | 12. Cambernard (31101)                |
| 13. Canens (31103)                     | 14. Capens (31104)                 | 15. Carbonne (31107)                | 16. Castagnac (31111)                 |
| 17. Castelnau-Picampeau (31119)        | 18. Casties-Labrande (31122)       | 19. Caujac (31128)                  | 20. Cazères (31135)                   |
| 21. Cintegabelle (31145)               | 22. Couladère (31153)              | 23. Eaunes (31165)                  | 24. Empeaux (31166)                   |
| 25. Esperce (31173)                    | 26. Fonsorbes (31187)              | 27. Fontenilles (31188)             | 28. Forgues (31189)                   |
| 29. Francon (31196)                    | 30. Frouzins (31203)               | 31. Fustignac (31204)               | 32. Gaillac-Toulza (31206)            |
| 33. Gensac-sur-Garonne (31219)         | 34. Goutevernisse (31225)          | 35. Gouzens (31226)                 | 36. Gratens (31229)                   |
| 37. Grazac (31231)                     | 38. Grépiac (31233)                | 39. Labarthe-sur-Lèze (31248)       | 40. Labastide-Clermont (31250)        |
| 41. Labastidette (31253)               | 42. Labruyère-Dorsa (31256)        | 43. Lacaugne (31258)                | 44. Lafitte-Vigordane (31261)         |
| 45. Lagardelle-sur-Lèze (31263)        | 46. Lagrâce-Dieu (31264)           | 47. Lahage (31266)                  | 48. Lahitère (31267)                  |
| 49. Lamasquère (31269)                 | 50. Lapeyrère (31272)              | 51. Latour (31279)                  | 52. Latrape (31280)                   |
| 53. Lautignac (31283)                  | 54. Lavelanet-de-Comminges (31286) | 55. Lavernose-Lacasse (31287)       | 56. Le Fauga (31181)                  |
| 57. Le Fousseret (31193)               | 58. Le Pin-Murelet (31419)         | 59. Le Plan (31425)                 | 60. Lescuns (31292)                   |
| 61. Lherm (31299)                      | 62. Longages (31303)               | 63. Lussan-Adeilhac (31309)         | 64. Mailholas (31312)                 |
| 65. Marignac-Lasclares (31317)         | 66. Marignac-Laspeyres (31318)     | 67. Marliac (31319)                 | 68. Marquefave (31320)                |
| 69. Martres-Tolosane (31324)           | 70. Massabrac (31326)              | 71. Mauran (31327)                  | 72. Mauressac (31330)                 |
| 73. Mauzac (31334)                     | 74. Miremont (31345)               | 75. Mondavezan (31349)              | 76. Monès (31353)                     |
| 77. Montastruc-Savès (31359)           | 78. Montaut (31361)                | 79. Montberaud (31362)              | 80. Montbrun-Bocage (31365)           |
| 81. Montclar-de-Comminges (31367)      | 82. Montégut-Bourjac (31370)       | 83. Montesquieu-Volvestre (31375)   | 84. Montgazin (31379)                 |
| 85. Montgras (31382)                   | 86. Montoussin (31387)             | 87. Muret (31395)                   | 88. Noé (31399)                       |
| 89. Palaminy (31406)                   | 90. Peyssies (31416)               | 91. Pinsaguel (31420)               | 92. Pins-Justaret (31421)             |
| 93. Plagne (31422)                     | 94. Plagnole (31423)               | 95. Polastron (31428)               | 96. Portet-sur-Garonne (31433)        |
| 97. Poucharramet (31435)               | 98. Pouy-de-Touges (31436)         | 99. Puydaniel (31442)               | 100. Rieumes (31454)                  |
| 101. Rieux-Volvestre (31455)           | 102. Roques (31458)                | 103. Roquettes (31460)              | 104. Sabonnères (31464)               |
| 105. Saiguède (31466)                  | 106. Saint-Araille (31469)         | 107. Saint-Christaud (31474)        | 108. Saint-Clar-de-Rivière (31475)    |
| 109. Sainte-Foy-de-Peyrolières (31481) | 110. Saint-Élix-le-Château (31476) | 111. Saint-Hilaire (31486)          | 112. Saint-Julien-sur-Garonne (31492) |
| 113. Saint-Lys (31499)                 | 114. Saint-Michel (31505)          | 115. Saint-Sulpice-sur-Lèze (31517) | 116. Saint-Thomas (31518)             |
| 117. Sajas (31520)                     | 118. Salles-sur-Garonne (31525)    | 119. Sana (31530)                   | 120. Saubens (31533)                  |
| 121. Savères (31538)                   | 122. Sénarens (31543)              | 123. Seysses (31547)                | 124. Venerque (31572)                 |
| 125. Vernet (31574)                    | 126. Villate (31580)               |                                     |                                       |

## Neuordnung der Arrondissements 2017

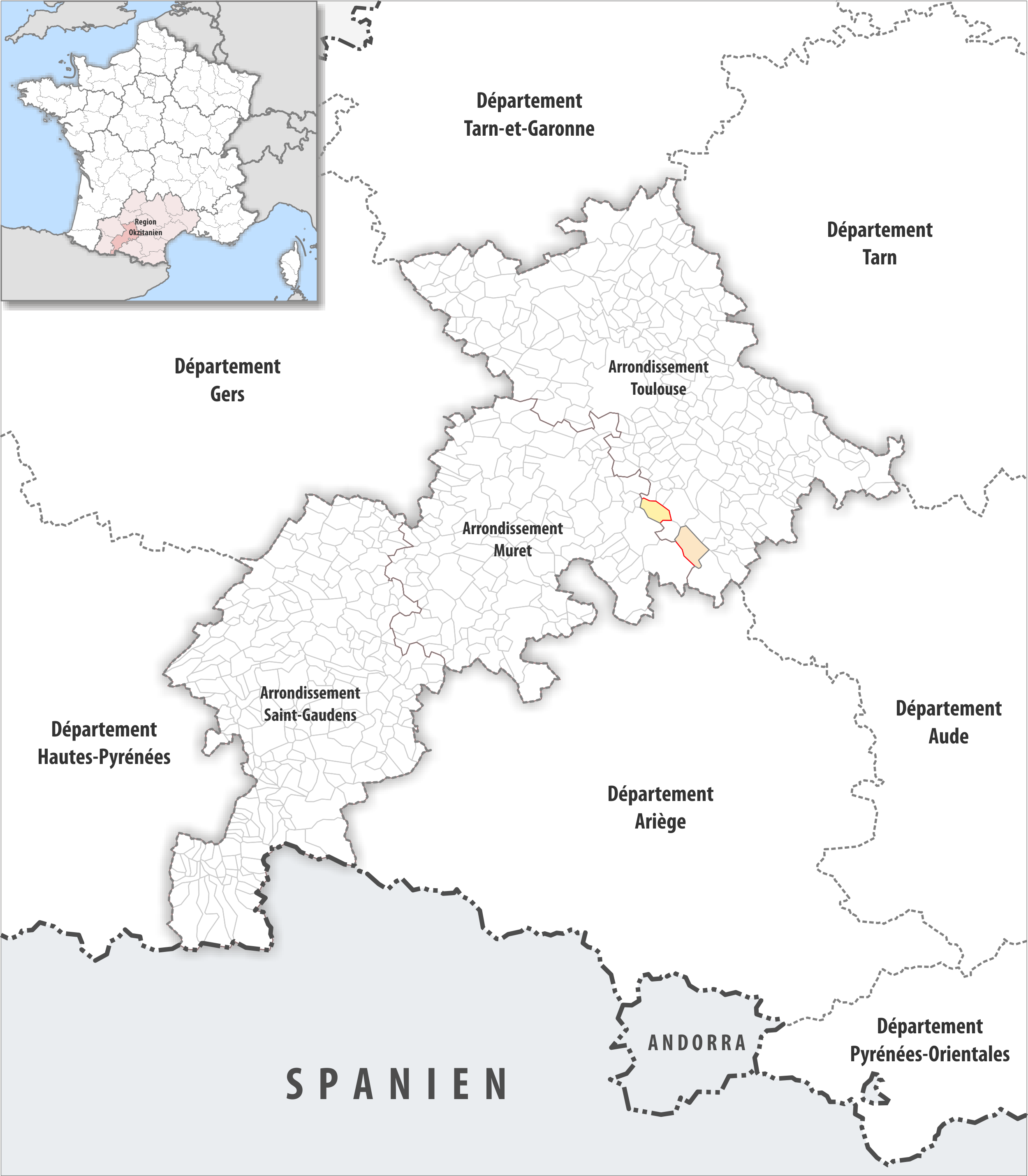
Arrondissementsanpassungen im Jahr 2017

Durch die Neuordnung der Arrondissements im Jahr 2017 wurde die Fläche der Gemeinde Aignes vom Arrondissement Muret dem Arrondissement Toulouse zugewiesen.
Dafür wechselte die Fläche der Gemeinde Auragne vom Arrondissement Toulouse zum Arrondissement Muret.